# Coomaniella
Coomaniella es un género de escarabajos de la familia Buprestidae.

## Especies
- Coomaniella abeillei Obenberger, 1940
- Coomaniella bicolor Jendek & Kalashian, 1999
- Coomaniella biformis Bily & Kalashian, 1994
- Coomaniella biformissima Jendek & Kalashian, 1999
- Coomaniella chinensis Jendek & Kalashian, 1999
- Coomaniella daoensis Jendek & Kalashian, 1999
- Coomaniella dentata Song, 2021
- Coomaniella isolata Jendek & Kalashian, 1999
- Coomaniella janka Jendek, 2005
- Coomaniella jeanvoinei Thery, 1929
- Coomaniella kubani Bily & Kalashian, 1994
- Coomaniella lao Jendek & Kalashian, 1999
- Coomaniella macropus Thery, 1929
- Coomaniella marguieri Baudon, 1967
- Coomaniella marseuli Obenberger, 1940
- Coomaniella modesta Bourgoin, 1924
- Coomaniella nativa Jendek & Kalashian, 1999
- Coomaniella orlovi Jendek & Kalashian, 1999
- Coomaniella pacholatkoi Jendek & Kalashian, 1999
- Coomaniella prolonga Jendek & Kalashian, 1999
- Coomaniella purpurascens Baudon, 1966
- Coomaniella sausa Jendek & Kalashian, 1999
- Coomaniella siniaevi Jendek & Kalashian, 1999
- Coomaniella taiwanensis Baudon, 1966
- Coomaniella violaceipennis Bourgoin, 1924